# Église de la Transfiguration de Pärnu
L'église de la Transfiguration (en estonien : Issandamuutmise kirik) est une église orthodoxe de Pärnu en Estonie.

## Description
L'église de la Transfiguration de Pärnu est une église orthodoxe de Pärnu. 
C'est l'église cathédrale du diocèse de Pärnu et Saare de l'église orthodoxe d'Estonie.
La construction de l'église a commencé en 1902, elle a été achevée et consacrée en 1904.
Le responsable de la construction du bâtiment de l'église dans l'ancien style russe était Mihkel Suigusaar, une figure du mouvement national, qui fut aussi le premier prêtre de la congrégation estonienne (1904-1905).
L'architecte du bâtiment était Vladimir Lunski, le maître d'œuvre était Karl Klein.
L'église historique de style russe ancien a un haut clocher à bulbe en forme d'oignon haut de 38 m et une flèche avec un dôme à bulbe en forme d'oignon de 34 m.
De plus, il y a un petit dôme en oignon sur le toit de la salle de l'autel carré. 
Dans la finition extérieure, la brique jaune donne le ton, secondée par le rouge.
L'intérieur a une iconostase avec 11 icônes et 11 fresques figuratives matérielles du Nouveau Testament sur les murs, achevée en 1927 par V. Melnikov et P. O'Connel.
L'église a été utilisée par la congrégation de la Transfiguration de Pärnu.